# 閔書賢
閔書賢（韓語：민서현，1986年4月10日—），韓國女演員。

## 經歷
- 2008年：被任命為了首爾西部警署網絡犯罪調查組形象宣傳大使

## 演出作品

### 電視劇
- 2005年：MBC《彩虹羅曼史》
- 2006年：KBS《感謝人生》
- 2006年：MBC《不可阻擋的High Kick》飾演 允浩的女友
- 2006年：tvN《Hyena》
- 2007年：MBC《咖啡王子1號店》飾演 藝蘭
- 2007年：MBC《New Heart》飾演 茵慶
- 2008年：SBS《On Air》飾演 楊小雲
- 2008年：MBC《聚光燈》飾演 嚴世熙
- 2009年：SBS《妻子的誘惑》飾演 恩才參加彩妝大賽時的模特兒
- 2011年：MBC《最佳愛情》飾演 畢洲的相親的人

### 反轉劇
- 2006年：SBS《自殺救助隊》

### MV
- 2006年：李秀英《Grace》（與李準基）

### 綜藝節目
- 2006年：SBS《情書》
- 2008年：KBS《Music Bank》
- 2011年：tvN《周六夜現場》

## 廣告代言
- 《KTF Show》
- 《必勝客》
- 《伊卡璐之野蠻女友篇》

## 外部連結
- NAVER搜索 （页面存档备份，存于）